# Zakup Alaski
Zakup Alaski – termin określający transakcję z 1867 roku pomiędzy Stanami Zjednoczonymi i Imperium Rosyjskim. Stany Zjednoczone zakupiły od Rosji teren obecnego stanu Alaska o powierzchni około 1 518 800 km² za kwotę 7,2 miliona dolarów amerykańskich (równowartość ok. 142 milionów dzisiejszych dolarów amerykańskich).

## Tło wydarzeń

Alaska

Zainteresowanie Rosji regionem Alaski datuje się co najmniej od 1725 roku, kiedy car rosyjski Piotr I Wielki wysłał Vitusa Beringa, aby zbadał jej wybrzeża. Rosji brakowało jednak zasobów finansowych oraz obecności militarnej na północnym Pacyfiku, by zasiedlić ten odległy i niedostępny region. Liczba stałych osadników rosyjskich na Alasce nigdy nie przekroczyła 400.
Przegrana Rosji w wojnie krymskiej spowodowała dalszy spadek zainteresowania Rosji tym regionem. Obawiając się, że Alaska może paść łupem Zjednoczonego Królestwa Wielkiej Brytanii i Irlandii, które posiadało znaczącą obecność w Ameryce Północnej na terenach obecnej Kanady, Rosja zaoferowała Stanom Zjednoczonym sprzedaż Alaski już w marcu 1859 roku. Jednak wybuch wojny secesyjnej przerwał negocjacje.

### Domniemana propozycja zakupu Alaski przez księcia Liechtensteinu
W 2018 dokument szwajcarskiej telewizji próbował udowodnić tezę, że car Rosji w 1867 najpierw zaproponował zakup Alaski księciu Liechtensteinu. Początkowo w Liechtensteinie traktowano to jako plotkę, ale książę Hans-Adam II w liście do lokalnych mediów napisał, że w jego rodzinie mówiło się o tej propozycji i wyraził nadzieję, że przeszukanie archiwów pozwoli na znalezienie dokumentów to potwierdzających.

## Transakcja

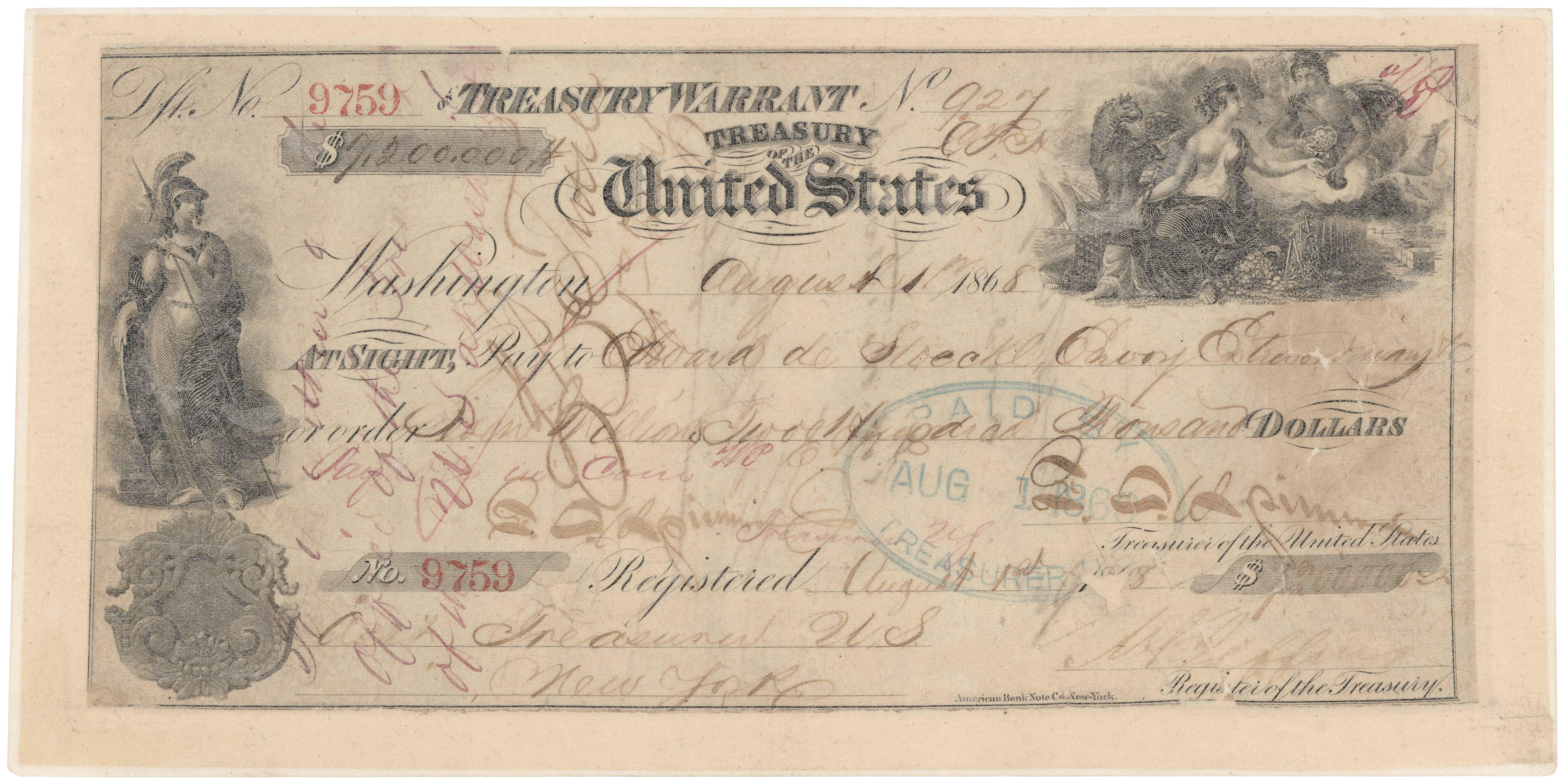
Czek, którym rząd Stanów Zjednoczonych zapłacił Rosji za terytorium Alaski

Po wojnie William H. Seward, sekretarz stanu w gabinecie prezydenta USA Andrew Johnsona, wznowił kontakty z Rosjanami i doprowadził do transakcji. Po negocjacjach, ok. 4 nad ranem 30 marca 1867 roku, Seward zgodził się na cenę 7,2 miliona dolarów proponowaną przez barona Edwarda de Stoeckl działającego na rzecz Rosjan. Układ spisano w Waszyngtonie w językach angielskim i francuskim. Jednym z głównych negocjatorów transakcji ze strony amerykańskiej był polski i amerykański generał Włodzimierz Krzyżanowski, który następnie pełnił bliżej nieokreśloną funkcję administracyjną na terytorium Alaski.
9 kwietnia 1867 roku senator Charles Sumner w trzygodzinnym przemówieniu przedłożył Senatowi dowody, że Alaska posiada bogate surowce i że transakcja jest bardzo korzystna dla Stanów Zjednoczonych, w wyniku czego ratyfikowano transakcję stosunkiem głosów 37 do 2. Formalne przejęcie terytorium Alaski przez władze amerykańskie nastąpiło 18 października 1867 roku. Jednak sprzeciw Izby Reprezentantów Stanów Zjednoczonych opóźnił asygnowanie pieniędzy na transakcję o ponad rok. Ostatecznie Izba Reprezentantów zatwierdziła transakcję 14 lipca 1868 roku stosunkiem głosów 113 do 48. Wymiana ratyfikacji i ogłoszenie układu, a tym samym jego wejście w życie, nastąpiły w Waszyngtonie 20 czerwca 1867 roku.
Art. 3 układu pozostawiał ludności napływowej w ciągu 3 lat prawo wyboru powrotu do Rosji lub pozostania na miejscu. Pozostający mieli mieć zapewnione korzystanie ze wszystkich praw, przywilejów i immunitetów obywateli Stanów Zjednoczonych oraz swobodne korzystanie ze swej wolności, własności i religii.
Ówcześni krytycy określali transakcję jako „szaleństwo Sewarda” (ang. Seward’s folly), „lodownię Sewarda” (ang. Seward’s icebox) lub jako „ogród niedźwiedzi polarnych” (ang. polar bear garden) prezydenta USA Andrew Johnsona, ponieważ uważali, że wydano ogromną sumę pieniędzy na odległy i trudno dostępny region o nikłej wartości.
Przez pierwsze trzy dekady po zakupie, rząd federalny nie przykładał większej wagi do rozwoju Alaski. Decyzję o zakupie usprawiedliwiono dopiero w latach 90. XIX wieku wraz z odkryciem złóż złota w kanadyjskim Klondike. Odkrycie spowodowało gorączkę złota nad granicznym Jukonem, która przyczyniła się do zwiększenia populacji i rozwoju regionu.
W XX wieku najpierw II wojna światowa, a następnie zimna wojna przyniosły wzmocnienie strategicznej roli Alaski, która w 1959 roku została 49. stanem USA.